# Mariem Ben Chaâbane
Mariem Ben Chaâbane (arabe : مريم بن شعبان), née le 4 juillet 1983 à Tunis, est une actrice tunisienne, notamment connue pour avoir joué le rôle de Dorra Mnawer dans la série télévisée Casting.

## Biographie
En 2007, elle est diplômée d'une licence en arts du spectacle, spécialité « théâtre », de l'université Sorbonne Nouvelle-Paris 3. Formée également en chant et en danse, Mariem Ben Chaâbane dirige des ateliers de théâtre.
En septembre 2012, l'actrice fait la couverture du magazine people Tunivisions.
En 2016, elle joue dans deux séries diffusées pendant le mois de ramadan, Awled Moufida et Flashback ; elle apparaît également dans le film Woh ! de la réalisatrice tunisienne Ismahane Lahmar.
En 2019, Mariem Ben Chaâbane prend un rôle principal dans la série tunisienne Machair de Muhammet Gök, : elle joue le rôle de Meriem, une femme combattante qui souffre d'une tumeur du cerveau et n'a plus que quelques jours à vivre. La série remporte un important succès au Maghreb pendant le mois de ramadan.

## Filmographie

### Cinéma
- 2014 : Face à la mer (court métrage) de Sabry Bouzid[7]
- 2016 : Woh ! d'Ismahane Lahmar : Frederika

### Télévision

#### Séries
- 2010 : Casting de Sami Fehri : Dorra Mnawer
- 2012 : Maktoub (saison 3) de Sami Fehri : Chekra Ben Sallem
- 2013 : Layem de Khaled Barsaoui
- 2016 : Awled Moufida (saison 2) de Sami Fehri : Hasna
- 2016-2017 : Flashback de Mourad Ben Cheikh : Amina
- 2019 : Machair de Muhammet Gök[6] : Mariem Yahia

#### Émissions
- 2012 : Le Crocodile (épisode 16) sur Ettounsiya TV